# Patrick Nève
Patrick Marie Ghislain Pierre Simon Stanislas Nève de Mévergnies, belgijski dirkač Formule 1, * 1. oktober 1949, Liège, Belgija, † 13. marec 2017.
Patrick Nève je debitiral v sezoni 1976, ko je nastopil na dveh dirkah in ob enem odstopu dosegel osemnajsto mesto na dirki za Veliko nagrado Francije. V naslednji sezoni 1977 je na dirki za Veliko nagrado Italije s sedmim mestom le za mesto zgrešil uvrstitev med dobitnike točk, a dosegel svoj najboljši rezultat v karieri. V sezoni 1978 je nastopil le na domači dirki za Veliko nagrado Belgije, kjer se mu ni uspelo kvalificirati na dirko, kasneje pa ni več nikoli dirkal v Formuli 1.

## Popolni rezultati Formule 1
(legenda) (odebeljene dirke pomenijo najboljši štartni položaj, poševne pa najhitrejši krog, †-uvrščen kljub odstopu)
| Leto | Moštvo                          | Šasija        | Motor       | 1   | 2   | 3    | 4    | 5       | 6        | 7      | 8      | 9       | 10    | 11      | 12    | 13      | 14    | 15     | 16      | 17  | Prv | Toč |
| ---- | ------------------------------- | ------------- | ----------- | --- | --- | ---- | ---- | ------- | -------- | ------ | ------ | ------- | ----- | ------- | ----- | ------- | ----- | ------ | ------- | --- | --- | --- |
| 1976 | Tissot RAM Racing               | Brabham BT44B | Cosworth V8 | BRA | JAR | ZZDA | ŠPA  | BEL Ret | MON      | ŠVE    |        |         |       |         |       |         |       |        |         |     | -   | 0   |
| 1976 | Team Ensign                     | Ensign N176   | Cosworth V8 |     |     |      |      |         |          |        | FRA 18 | VB      | NEM   | AVT     | NIZ   | ITA     | KAN   | ZDA    | JAP     |     | -   | 0   |
| 1977 | Williams Grand Prix Engineering | March 761     | Cosworth V8 | ARG | BRA | JAR  | ZZDA | ŠPA 12  | MON      | BEL 10 | ŠVE 15 | FRA DNQ | VB 10 | NEM DNQ | AVT 9 | NIZ DNQ | ITA 7 | ZDA 18 | KAN Ret | JAP | -   | 0   |
| 1978 | Patrick Nève                    | March 781S    | Cosworth V8 | ARG | BRA | JAR  | ZZDA | MON     | BEL DNPQ | ŠPA    | ŠVE    | FRA     | VB    | NEM     | AVT   | NIZ     | ITA   | ZDA    | KAN     |     | -   | 0   |